# 東山口洋區
東山口洋區（印尼語：Kecamatan Singkawang Timur）是印尼西加里曼丹省山口洋市下轄的一個區，位於山口洋市東部，區內人口約23,366人，該區為山口洋市唯一的內陸行政區域。西邊與中山口洋區、北山口洋區相鄰，西南邊與南山口洋區為界，南邊與南山口洋區、孟加影縣打勞鹿鎮接壤，東邊與孟加影縣打勞鹿鎮相鄰，北邊與三發縣東文島宜鎮為界。

## 行政區劃
東山口洋區轄有5個社區。
1. 峇格社區
2. 馬雅梭巴社區
3. 惹隆角社區
4. 福律溝尾社區
5. 福律社區